# Pic Gaspard
Pic Gaspard er et 3.883 meter højt bjerg i Massif des Écrins i Dauphiné-Alperne i den franske del af Alperne. Det fik navnet for at hædre guiden Pierre Gaspard, der besejrede La Meije 16. august 1877 sammen med Emmanuel Boileau de Castelnau.
Pic Gaspard blev besteget første gang 1878 af Henry Duhamel, sammen med Pierre Gaspard og dennes ældste søn, samt Christophe Roderon, af en rute, der er blevet hovedruten på bjerget. Senere er flere ruter åbnet, blandt andet den sydøstlige arête der blev åbnet af Lucien Devies og Giusto Gervasutti i 1935, og ruten på nordsiden, der åbnedes af Albert Tobey og Louis Berger i 1948.